# 윌라 (래퍼)
윌라는 대한민국의 래퍼다. 2016년 싱글 《TDGH》로 데뷔했다.

## 방송
- 쇼미더머니 11 (2022) - Top108